# Gala Veldhoen
Gala Venus Mohamed Veldhoen (Amsterdam, 25 maart 1971) is een Nederlandse politica namens GroenLinks, bestuurder en voormalig rechter en advocaat.
Veldhoen is een dochter van beeldend kunstenaar Aat Veldhoen. Ze doorliep het Barlaeus Gymnasium en studeerde rechten aan de Universiteit van Amsterdam. Tussen 1997 en 2006 was ze werkzaam als advocaat. Van 2007 tot 2019 was Veldhoen rechter bij de rechtbank Midden-Nederland.
Ze heeft tevens diverse bestuursfuncties bekleed. Zo was Veldhoen van 2003 tot 2008 bestuurslid van de Stichting Beeldrecht, van 2008 tot 2016 commissaris van de Exploitatie Maatschappij Carré, van 2015 tot 2019 lid van de ledenraad van Rabobank Amsterdam, van 2016 tot 2019 lid van de raad van toezicht van de Stichting Nederlandse Publieke Omroep en is ze sinds begin 2019 lid van de raad van commissarissen van Stichting Ymere. Ze was van 2001 tot zijn overlijden in 2022 gehuwd met muzikant Henny Vrienten en kreeg met hem twee zonen.
Veldhoen werd bij de Eerste Kamerverkiezingen 2019 voor GroenLinks verkozen in de Eerste Kamer. In 2023 stond ze op plek 3, waardoor ze werd herkozen.
Ferd Crone · Mary Fiers · Roel van Gurp · Hetty Janssen · Farah Karimi · Saskia Kluit · Randy Martens · Artie Ramsodit-de Graaf · Jeroen Recourt · Daan Roovers · Paul Rosenmöller · Noortje Thijssen · Gala Veldhoen · Mei Li Vos
- Parlement.com: vkwqmki0f1z5